# Drottninggatan
A Drottninggatan - literalmente Rua da Rainha - é uma prestigiada rua de Gotemburgo, na Suécia.

É uma pequena rua, paralela à Kungsgatan, começando em Västra Hamngatan e terminando em Stora Nygatan. Tem muito movimento, com restaurantes, cafés e lojas.

## Locais importantes na Drottninggatan
- Restaurantes: Gretas café bar & kök, Haiku Sushi, Brasserie Ferdinand, Que Pasa, Greta Garbo
- Cafés: Gretas café bar & kök
- Lojas: Filipiana (presentes), Drottninggatans pantbank (casa de penhores), A-Valt av Annika (joalharia), Vincent (sapatos para crianças)
- Hotéis: Hotel Royal